# Кишлар Олександр Степанович
Олександр Степанович Кишлар (1934, тепер Молдова — ?) — молдавський радянський діяч, міністр меліорації та водного господарства Молдавської РСР, міністр соціального забезпечення Молдавської РСР. Кандидат у члени ЦК КП Молдавії в 1971—1976 роках. Член ЦК КП Молдавії в 1976—1990 роках. Депутат Верховної Ради Молдавської РСР 7—10-го скликань.

## Біографія
Народився в селянській родині.
У 1959 році закінчив Кишинівський державний сільськогосподарський інститут імені Фрунзе.
У 1959—1961 роках — інженер із держтехнагляду; головний інженер Григоровської ремонтно-технічної станції Лазовського району Молдавської РСР.
Член КПРС з 1961 року.
У 1961—1966 роках — керуючий Лазовського районного об'єднання «Молдсільгосптехніка».
У 1966—1967 роках — заступник голови республіканського об'єднання Ради міністрів Молдавської РСР «Молдсільгосптехніка».
У 1967—1977 роках — 1-й секретар Теленештського районного комітету КП Молдавії.
У 1977—1984 роках — 1-й секретар Оргіївського районного комітету КП Молдавії.
25 грудня 1984 — 26 лютого 1987 року — міністр меліорації та водного господарства Молдавської РСР.
26 лютого 1987 — 24 травня 1990 року — міністр соціального забезпечення Молдавської РСР.
Подальша доля невідома.